# Toblongan
Toblongan is een bestuurslaag in het regentschap Tasikmalaya van de provincie West-Java, Indonesië. Toblongan telt 2563 inwoners (volkstelling 2010).